# 露丝·密立根
露丝·加勒特·密立根（Ruth Garrett Millikan，1933年12月19日—）是美国生物学、心理学和语言方面的哲学家。密立根的大部分职业生涯都在康涅狄格大学度过，她现在是那里的哲学荣誉教授。

## 经历
密立根于1955年从奥伯林学院获得学士学位。在耶鲁大学，她在威尔弗里德·塞拉斯手下学习。尽管塞拉斯在密立根博士学位期间中途离开，去了匹兹堡大学，但她仍留在耶鲁大学并于1969年获得博士学位。她和保罗·丘兰德（Paul Churchland）通常被认为是“右翼”（即个人主义）塞拉斯主义的主要支持者。

## 主要思想
密立根主张哲学的任务是理论构建。她以“专有功能”构建了自己的哲学。她把自然选择的进化理论运用到了心灵哲学当中。

## 荣誉
她于2014年当选美国艺术与科学学院院士。2017年，她获得了匹兹堡大学的尼古拉斯·雷舍系统哲学奖（Nicholas Rescher Prize for Systematic Philosophy）和罗尔夫·肖克逻辑与哲学奖。